# Cantonul Paimpol
Cantonul Paimpol este un canton din arondismentul Saint-Brieuc, departamentul Côtes-d'Armor, regiunea Bretania, Franța.

## Comune
- Île-de-Bréhat
- Kerfot
- Paimpol (reședință)
- Yvias
- Ploubazlanec
- Plouézec
- Plourivo